# Nibelia
Nibelia es un género de foraminífero bentónico considerado un sinónimo posterior de Pojarkovella de la subfamilia Endostaffellinae, de la familia Endothyridae, de la superfamilia Endothyroidea, del suborden Fusulinina y del orden Fusulinida. Su especie tipo era Quasiendothyra nibelis. Su rango cronoestratigráfico abarcaba el Dinantiense (Carbonífero inferior).

## Discusión
Clasificaciones más recientes incluyen Nibelia en el suborden Endothyrina, del orden Endothyrida, de la subclase Fusulinana de la clase Fusulinata.

## Clasificación
Nibelia incluye a la siguiente especie:
- Nibelia nibelis †